# Чулина, Джейсон
Джейсон Чулина (англ. Jason Čulina; родился 5 августа 1980 года, Мельбурн, Австралия) — австралийский футболист, полузащитник.

## Биография

### Клубная карьера
Джейсон Чулина начал свою футбольную карьеру в юношеском клубе «Сэинт Албанс Динамо», позже он выступал в молодёжных клубах команд «Мельбурн Найтс» и «Сидней Олимпик». В 1996 году Чулина подписал свой первый профессиональный контракт с клубом австралийской лиги «Сидней Юнайтед». За два года Джейсон провёл в клубе 35 матчей и забил 2 мяча. В 1998 году Чулина перешёл в «Сидней Олимпик», в котором ранее выступал за молодёжный составе этого клуба. За «Сидней Олимпик» Джейсон в сезоне 1998/99 сыграл 21 матч и забил 1 гол.
На тот момент Джейсон интересовались несколько клубов из Европы, в том числе датский «Брондбю», хотя сам Чулина хотел выступать в английской Премьер Лиги за «Манчестер Юнайтед». Но в итоге Чулина перешёл в нидерландский «Аяксе» из Амстердама. Чулина был не единственным австралийцем в клубе, в «Аякс» в 1999 году также перешёл вратарь австралийского клуба «Мельбурн Найтс» Джозеф Дидулица. В своём первом сезоне за «Аякс» Джейсон так и не сыграл ни одного матча в чемпионате Нидерландов, после окончания сезона 1999/00 Чулина был отдан в аренду бельгийскому клубу «Жерминаль Беерсхот».
В чемпионате Бельгии 2000/01 Чулины сыграл 12 матчей и забил 1 мяч. После окончания аренды Джейсон вернулся в «Аякс», в котором Чулина так и не дебютировал в сезоне 2001/02. В 2002 году Джейсон вновь был отдан в аренду, на этот раз в нидерландский клуб «Де Графсхап», в котором Джейсон выступая на позиции нападающего сыграл 24 матча и забил 1 мяч в сезоне 2002/03. Вернувшись после аренды в «Аякс» Джейсон наконец то дебютировал за клуб, это произошло 21 декабря 2003 года в матче против «Твенте». Всего за «Аякс» в сезоне 2003/04 Чулина сыграл 3 мачта.
В мае 2004 года Чулина покинул «Аякс» в качестве свободного игрока. Джейсоном интересовались несколько клубов, среди которых был «Гронинген» и «Твенте». Чулина предпочёл переход в «Твенте», с которым подписал контракт на два года. За «Твенте» Джейсон сыграл 32 матча и забил 11 мячей, после этого руководство решило продлить контракт с Чулиной. В конце июля 2005 года Джейсону был предложен новый контракт с «Твенте», однако спустя в нидерландских СМИ появилась информация что Джейсон недоволен предложенным контрактом.
29 августа 2005 года, появилась информации о заинтересованности немецкого клуба «Боруссии» из Мёнхенгладбаха в услугах Джейсона, на тот момент «Боруссия» искала замену полузащитнику Мареку Хейнцу, который перешёл в «Галатасарай». Но руководство «Твенте» опровергло сообщение о том что игрок покинет клуб. Через два дня стало известно что ПСВ решило заполучить Джейсона заплатив «Твенте» небольшую сумму, по причине истекающего контракта Чулины с «Твенте». Но оба клуба не смогли договориться о сумме трансфера. Спустя месяц ПСВ смог заплатить «Твенте» требуемую сумму и после прохождения медицинских обследований Джейсон 30 сентября 2005 года подписал с «ПСВ» контракт на четыре года, контракт истекает в середине 2009 года. Сумма трансфера Чулины по данным нидерландской газеты «De Telegraaf» составил 1,2 млн евро.
Перейдя в ПСВ Джейсон сразу стал игроком основного состава, дебют Чулины состоялся 2 октября 2005 года в матче против «Херенвена», который завершился победой ПСВ со счётом 3:2. 21 февраля 2006 года Чулина дебютировал за ПСВ в Лиги чемпионов против французского «Олимпика» из Лиона. В своём первом сезоне за ПСВ Джейсон провёл 23 матча, а также стал чемпионом Нидерландов сезона 2005/06. В сезоне 2006/07 Джейсон вновь стал чемпионов Нидерландов. Сезон 2007/08 вновь стал чемпионским для ПСВ, но Джейсон был вынужден пропустить большую часть сезона из травмы и последующей за ней операции на колене.
В январе 2009 года Джейсон объявил о решении покинуть ПСВ и вернуться на родину в Австралию. Контракт с ПСВ у Чулины истекал летом 2009 года, и после его окончания Джейсон решил присоединиться к новому клубу «Голд Кост Юнайтед», который был основан в 2008 году. Этой команде только предстояло дебютировать в чемпионате Австралии в сезоне 2009/10. ПСВ предлагал Чулине новый контракт, но Джейсон отказался, также был заинтересован в Чулине загребское «Динамо», но Джейсон отказался от продолжения карьеры в Европе.

### Карьера в сборной
В национальной сборной Австралии Джейсон дебютировал 9 февраля 2005 года в матче против сборной Южной Африки. Матч завершился со счётом 1:1, а Джейсон появился в матче на 57 минуте выйдя на замену вместо Скотта Чипперфилда. В том же году Чулина в составе сборной Австралии выступал на кубке Конфедерации, на котором его сборная не смогла выйти из группы.
В 2006 году Джейсон принимал участие в чемпионате мира 2006, на котором его сборная дошла до 1/8 финала, в котором со счётом 1:0 уступила сборной Италии. В 2007 году Чулина в составе сборной принимал участие в кубке Азии, на котором его сборная дошла до 1/4 финала, в которой уступила сборной Японии в серии пенальти со счётом 4:3. На данный момент Джейсон провёл за сборную Австралии 35 матчей и забил 1 мяч.

## Достижения
- Чемпион Нидерландов: 2006, 2007, 2008
- Обладатель кубка Нидерландов: 2002

## Личная жизнь
Отец Джейсона, Бранко Чулина, который родился в Югославии также был футболистом и выступал за множество австралийских клубов, а после завершения игровой карьеры был тренером.
5 февраля 2007 года Джейсон стал отцом, его супруга Терри родила сына, которого назвали Романом.

## Примечание
1. ↑  Jason Culina // Transfermarkt.com (мн.) — 2000.
2. ↑  Jason Culina // FBref.com (мн.)
3. ↑  В российских СМИ также встречается неправильная форма передачи Кулина.
4. ↑  Jason Culina ties up a deal with PSV (недоступная ссылка) (англ.)
5. ↑  Culina makes UCL debut Архивная копия от 6 февраля 2007 на Wayback Machine (англ.)
6. ↑  Jason Culina will be out for three weeks Архивная копия от 27 февраля 2009 на Wayback Machine (англ.)
7. ↑  Culina to return home from PSV Архивная копия от 11 января 2009 на Wayback Machine (англ.)
8. ↑  Jason Culina has become a father for the first time Архивная копия от 23 октября 2007 на Wayback Machine (англ.)